# Vitanovac (Kraljevo)
Vitanovac (em cirílico: Витановац) é uma vila da Sérvia localizada no município de Kraljevo, pertencente ao distrito de Ráscia, na região de Zapadno Pomoravlje. A sua população era de 1510 habitantes segundo o censo de 2011.

## Demografia
| 1948 | 1953 | 1961 | 1971 | 1981 | 1991 | 2002 | 2011 |
| ---- | ---- | ---- | ---- | ---- | ---- | ---- | ---- |
| 1777 | 1748 | 1765 | 1872 | 1881 | 1829 | 1649 | 1510 |